# Ronela Hajati
Ronela Hajati (Tirana, 1989. szeptember 2. – ) albán származású énekesnő, dalszerző és táncos. Ő képviseli Albániát a 2022-es Eurovíziós Dalfesztiválon Torinóban, a Sekret című dallal.

## Magánélete
Ronela 1989. szeptember 2-án született Albánia fővárosában. Édesanyja korçai, édesapja Marash Hajati, shkodrai származású. Már kiskora óta érdekelte a zene, általános iskolás éveiben zongorázni és balettozni tanult.

## Zenei karrierje
Az énekesnő már kiskora óta érdeklődik a zene iránt. Különböző zenei és táncversenyen vett részt, mint például a Top Fest vagy Kënga Magjike.
2013-ban résztvevője volt a 15. Kënga Magjike zenei műsornak, ahol Mos ma lsho című dala a döntőben elnyerte az internetes szavazók díját. 2015 decemberében megjelent A do si kjo című dala, amellyel az albán slágerlista 13. helyéig jutott. Később, 2016 júniusában Marre című dala is hasonló helyezést ért el.
2018-ban visszatért a Kënga Magjike mezőnyébe, ahol Vuj című szerzeménye a döntőben negyedik helyezettként zárt. 2019 márciusában egy rövid szünet után a Pa dashni-val tért vissza az énekesnő, ami a slágerlistán hatodik helyet ért el. Első helyet Lage című dalával érte el ugyanebben az évben. 2020 júliusában a KF Tirana labdarúgó-egyesület felkérte, hogy Bardh' e blu című himnuszukat dolgozza át és adja elő az egyesület száz éves évfordulójának ünnepségén.
2021 márciusában az énekesnő bejelentette, hogy RRON címmel a következő évben jelenik meg debütáló albuma. December 3-án az RTSH bejelentette, hogy az énekesnő Sekret című dala is bekerült a Festivali i Këngës elnevezésű nemzeti döntő mezőnyébe. December 29-én az énekesnő alábbi dalát választotta ki a szakmai zsűri a 2021-es Festivali i Këngës döntőjében, amellyel képviseli hazáját az elkövetkezendő Eurovíziós Dalfesztiválon.

## Diszkográfia

### Nagylemezek
- RRON (2022)

### Kislemezek
- Me ty nuk shko (2007)
- Shume Nice (2009)
- Kam frikë te të dua (2009)
- Harroje (2010)
- Nuk ka më kthim (2012)
- Mala Gata (2013)
- Mos ma lsho (2013)
- A do si kjo (2015)
- Amini (2016)
- Marre (2016)
- Mos ik (2017)
- Ladies (2017)
- Maje men (2018)
- Do ta luj (2018)
- Vuj (2018)
- Do ta luj (2019)
- Lage (2019)
- MVP (2019)
- Genjeshtar je X Pare (2020)
- Bardh e blu (2020)
- Prologue (2021)
- Shumë i mirë (2021)
- Aventura (2021)
- Sekret (2021)

### Közreműködések
- Requiem (2006, Orgesa Zajmi)
- Neles (2011, Visari Skillz)
- Veç na (2014, Agon Amiga)
- Syni i jemi (2016, Young Zerka)
- Sonte (2017, Lyrical Son)
- Diamanta (2017, Young Zerka)
- La je 2x (2017, Adrian Gaxha)
- Çohu (2019, Don Phenom)
- Dilema (2019, Don Phenom)
- Alo (2021, Vig Poppa)
- Leje (2021, Klement)